# Głuponie
Głuponie [pronunciación en polaco: /ɡwuˈpɔɲe/] es una aldea en el distrito administrativo de Gmina Kuślin, dentro del Distrito de Nowy Tomyśl, Voivodato de Gran Polonia, en el centro-oeste de Polonia. Se  encuentra a unos 2 kilómetros al norte de Kuślin, 15 kilómetros al noreste de Nowy Tomyśl, y 41 kilómetros al oeste de la capital regional, Poznań.